# Конвой № 3125A
Конвой № 3125A — японський конвой часів Другої світової війни, проведення якого відбувалось у січні — лютому 1944 року.
Пунктом призначення конвою був атол Трук (Чуук) у центральній частині Каролінських островів, де ще до війни створили потужну базу японського ВМФ, з якої до лютого 1944 року провадились операції в цілому ряді архіпелагів. Вихідним пунктом став розташований у Токійській затоці порт Йокосука (саме звідси традиційно вирушала більшість конвоїв на Трук).
Конвой № 3125A вийшов з порту 25 січня 1944 року. До нього входили транспорти «Рейо-Мару», «Ханагава-Мару» і «Тамасіма-Мару» під охороною кайбоканів (фрегатів) «Хірадо» та «Ісігакі» і мисливця за підводними човнами CH-52. За іншими даними, CH-52 спершу супроводжував конвой 3125B, що рушив з Йокосуки на Тітідзіму (острови Оґасавара) 26 січня, а 27 січня втратив від атаки підводного човна рятувальне судно «Касагі-Мару».
Уранці 30 січня 1944 року в районі за 800 км на північний схід від Маріанських островів підводний човен USS Spearfish торпедував «Тамасіма-Мару», яке мало на борту 900 військовослужбовців, озброєння трьох загонів ППО (зокрема, шість 120-мм гармат 46-го загону) та різноманітні вантажі. Оскільки судно не затонуло та змогло продовжити шлях, на USS Spearfish дочекались настання темряви та через 12 годин після першої атаки знову поцілили «Тамасіма-Мару», що призвело до вибуху амуніції і загибелі судна. Утім, японцям вдалось урятувати майже всіх пасажирів, так що разом із «Тамасіма-Мару» загинули лише 4 особи. Для допомоги із Сайпану (Маріанські острови) вийшов переобладнаний мисливець за підводними човнами «Kyo Maru No. 8», який 31 січня повернувся на Сайпан. Також можливо відзначити, що «Хірадо» скинув 46 глибинних бомб, проте не зміг завдати шкоди Spearfish.
Подальший шлях конвою пройшов без втрат і 7 лютого він прибув на Трук. Утім, 17 лютого 1944 року під час потужного рейду американського авіаносного з'єднання (операція «Хейлстоун») на Труку будуть потоплені обидва інші транспорти конвою «Рейо-Мару» і «Ханагава-Мару».